# Вроткув (Великопольське воєводство)
Вроткув (пол. Wrotków, нім. Rottkau) — село в Польщі, у гміні Козьмін-Велькопольський Кротошинського повіту Великопольського воєводства.
Населення — 394 особи (2011).
У 1975-1998 роках село належало до Каліського воєводства.

## Демографія
Демографічна структура станом на 31 березня 2011 року:
|          | Загалом | Допрацездатний вік | Працездатний вік | Постпрацездатний вік |
| -------- | ------- | ------------------ | ---------------- | -------------------- |
| Чоловіки | 191     | 51                 | 125              | 15                   |
| Жінки    | 203     | 56                 | 100              | 47                   |
| Разом    | 394     | 107                | 225              | 62                   |